# Viktor Baumgard
Viktor Alexander Wilhelm Baumgard (* 16. August 1836 in Hünfeld; † 1903) war ein deutscher Staatsanwalt und Parlamentarier.

## Leben
Viktor Baumgard studierte Rechtswissenschaften an der Philipps-Universität Marburg. 1856 wurde er Mitglied des Corps Teutonia Marburg. Nach dem Studium trat er in den Justizdienst des Kurfürstentums Hessen. Nach dessen Annexion durch Preußen wurde er preußischer Beamter. Er wurde Staatsanwalt in Kassel. Zuletzt bis zu seiner Pensionierung war er I. Staatsanwalt in Kleve.
Von 1877 bis 1879 saß Baumgard als Abgeordneter des Wahlkreises Kassel 4 (Kassel, Witzenhausen) im Preußischen Abgeordnetenhaus. Er gehörte der Fraktion der Nationalliberalen Partei an.
Als Dichterjurist veröffentlichte er unter dem Pseudonym „Konrad zu Hessen“.

## Auszeichnungen
- Ernennung zum Geheimen Justizrat[1]

## Schriften
- Dramatische Versuche. – 1. Carl von Anjou, Fischer, Cassel 1877
- Darlegung seiner Stellungnahme in politischen Dingen, Scheel, Cassel 1881